# Orland K. Armstrong
Orland Kay Armstrong (* 2. Oktober 1893 in Willow Springs, Howell County, Missouri; † 15. April 1987 in Springfield, Missouri) war ein US-amerikanischer Politiker. Zwischen 1951 und 1953 vertrat er den Bundesstaat Missouri im US-Repräsentantenhaus.

## Werdegang
Orland Armstrong besuchte bis 1916 das Drury College in Springfield. Danach war er für einige Monate als Lehrer tätig. Während des Ersten Weltkrieges diente er zwischen 1917 und 1919 im Fliegerkorps der US Army. Dabei stieg er bis zum Oberleutnant auf. Zwischen 1919 und 1920 arbeitete er für die Y.M.C.A. in Frankreich. Nach einem anschließenden Jurastudium an der Cumberland University in Lebanon (Tennessee) und seiner 1922 erfolgten Zulassung als Rechtsanwalt begann er in diesem Beruf zu arbeiten. Außerdem studierte er bis 1925 an der University of Missouri in Columbia Journalismus. In diesem Jahr begründete Armstrong die journalistische Fakultät an der University of Florida in Gainesville, deren Dekan er von 1925 bis 1928 war. In der Folge arbeitete er vor allem als Journalist. Er schrieb Artikel für Zeitungen und Magazine.
Politisch war Armstrong Mitglied der Republikanischen Partei. Zwischen 1932 und 1966 nahm er als Delegierter an den meisten regionalen republikanischen Parteitagen in Missouri teil; in den Jahren 1944 und 1952 war er auch Delegierter zu den jeweiligen Republican National Conventions. Zwischen 1932 und 1936 sowie nochmals von 1942 bis 1944 saß Armstrong als Abgeordneter im Repräsentantenhaus von Missouri. Von 1944 bis zu seinem Tod im Jahr 1987 gehörte er der Redaktion von Reader’s Digest an. In den Jahren 1947 und 1948 wirkte er im Arbeitsstab des US-Senatausschusses für das Postwesen und den öffentlichen Dienst mit.
Bei den Kongresswahlen des Jahres 1950 wurde Armstrong im sechsten Wahlbezirk von Missouri in das US-Repräsentantenhaus in Washington, D.C. gewählt, wo er am 3. Januar 1951 die Nachfolge von George H. Christopher antrat. Da er im Jahr 1952 auf eine weitere Kandidatur verzichtete,  konnte er bis zum 3. Januar 1953 nur eine Legislaturperiode im Kongress absolvieren. Diese war von den Ereignissen des Kalten Krieges geprägt. Nach seinem Ausscheiden aus dem US-Repräsentantenhaus zog er sich weitgehend aus der Politik zurück. Im Jahr 1960 unterstützte er den Präsidentschaftswahlkampf von Richard Nixon gegen John F. Kennedy. Er starb am 15. April 1987 in Springfield.